# Hoseynabad-e Dartang
Hoseynabad-e Dartang (în persană حسين اباددرتنگ, romanizat și ca Ḩoseynābād-e Dartang; cunoscut și sub numele de Ḩoseynābād) este un sat din districtul rural Cham Chamal, districtul Bisotun, județul Harsin, provincia Kermanshah, Iran. La recensământul din 2006, populația sa era de 30 de locuitori, în 10 familii.